# PotashCorp
Pour les articles homonymes, voir Potash.
Potash Corporation of Saskatchewan (PotashCorp) est une entreprise canadienne  qui fait partie de l'indice S&P/TSX 60. Elle produit des engrais (potasse, phosphate et nitrate) pour l'agriculture intensive. 

## Histoire
PotashCorp a été fondée en 1975 par le gouvernement de la Saskatchewan. En 1989 et 1990, elle est devenue une société privée à part entière. En 2010, elle répond à 30 % de la demande mondiale de potasse.
En 2010, PotashCorp a fait l'objet d'une OPA hostile de la part de BHP Billiton pour la somme d'environ 40 milliards CAD. En juin 2011, La Presse canadienne affirme que la transaction a été bloquée par des fonctionnaires du gouvernement du Canada car « Ottawa craignait de perdre d'importants revenus ».
En septembre 2016, PotashCorp annonce la fusion de ses activités avec Agrium, ce qui créerait la plus grande entreprise d'intrants agricoles au monde. De par la position dominante de cette nouvelle structure, en ayant un contrôle de deux tiers du marché de la potasse en Amérique du Nord et un tiers du marché de phosphate et d'azote dans ce même espace, celle-ci est grandement sujette à être scrutée par les autorités de la concurrence. Les actionnaires de PotashCorp devraient recevoir une participation de 52 % de la nouvelle structure, le restant étant pour les actionnaires d'Agrium.